# 西沙路

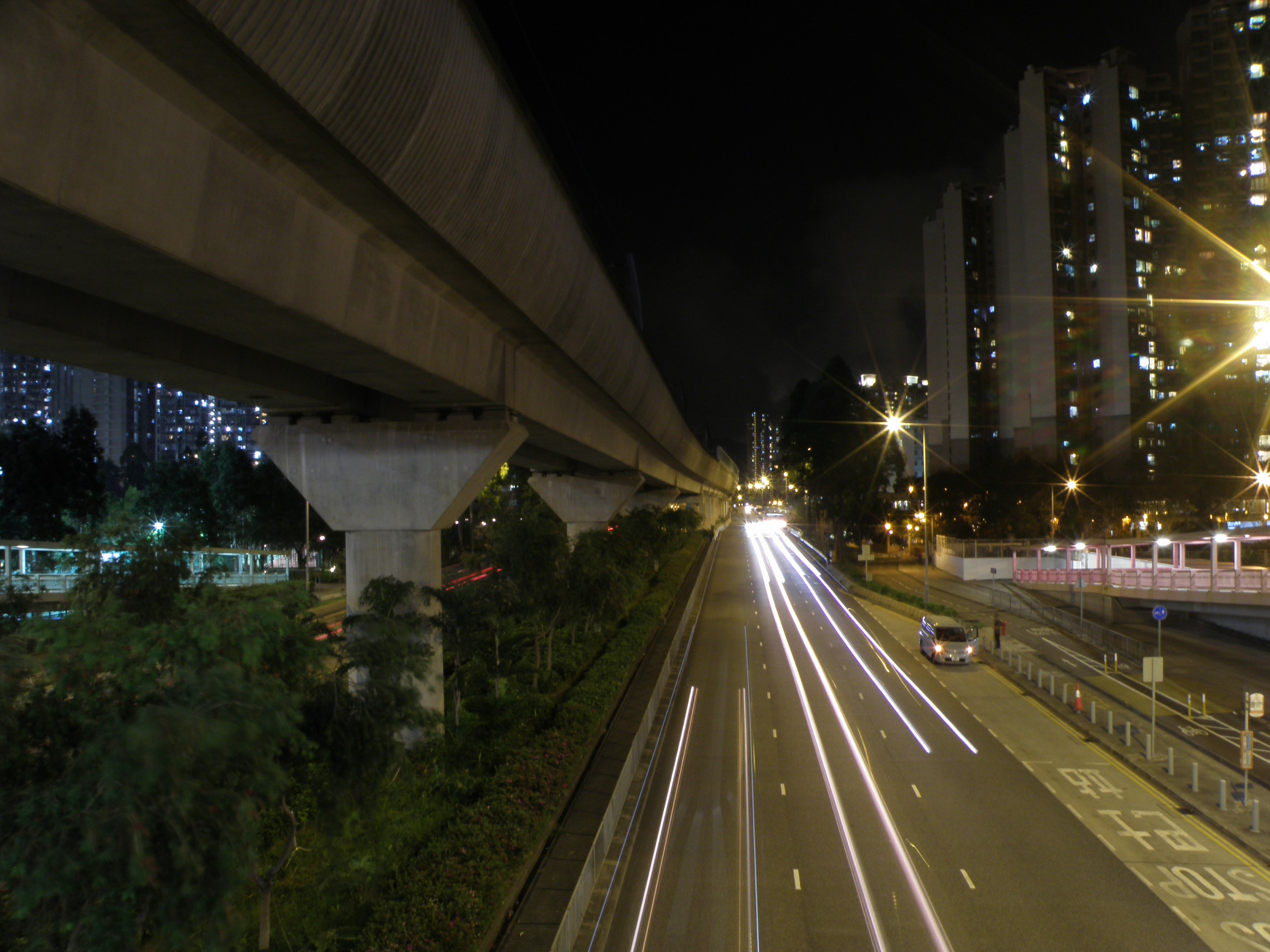
西沙路夜景

西沙路（英語：Sai Sha Road）是一條來往香港新界東西貢區西貢及沙田區馬鞍山的主要道路，東起西貢大網仔路麥邊迴旋處，北行途經企嶺下、十四鄉、烏溪沙，轉西南經馬鞍山市中心，早期到頌安邨連接恆康街止，其後伸延到大水坑至恒德街。由烏溪沙站到恆安站一段港鐵屯馬綫路軌架空在西沙路中央。雖然此路只有水浪窩至大網仔路一段為大斜路，但有頗多彎位。

## 歷史
西沙路早在1950年代已經有計劃興建西沙公路連繫沙田到西貢，當時的走線建議如下： 
西沙公路——由西貢大環村起，途經旗下嶺村、井頭村、泥涌村，西經西澳村、樟木頭村、烏龜沙村，全程十餘英哩。
1970年，港府開展西沙公路工程，並分兩期進行。第一期由大網仔路口至企嶺下老圍止，於1971年完工通車。第二期由企嶺下老圍至泥涌，1972年5月10日起動工，1973年通車。1980年，西沙路的盡頭延長至現落禾沙里位置。馬鞍山新市鎮開始開發後，西沙路於1988年10月延長至現馬鞍山路的交界處。1992年，延長至新填海的恆康街交界處，1990年代後期隨填海工程完竣接駁至連接馬鞍山路的高架橋。
馬鞍山市中心一段已預留中央空間於2001年10月興建馬鞍山鐵路（今港鐵屯馬綫），而西沙路更進一步連接馬鞍山繞道直通各行車隧道。
西沙路馬鞍山市中心的一段（恆康街至恆安站）時速限制為70公里，西貢大網仔路交匯處起至泥涌帝琴灣迴旋處止的一段則為50公里，其後帝琴灣外一段放寬至80公里。九巴99線及299X線均行經此路，分別以馬鞍山恆安邨及沙田市中心為總站前往西貢。
另外，由麥邊迴旋處起點至泥涌停車場的路段，逢星期日或公眾假期，禁止單車及三輪車進入。經過馬鞍山的路段大部分路旁設有單車徑，所以騎單車或三輪車人士也不可使用此路段。

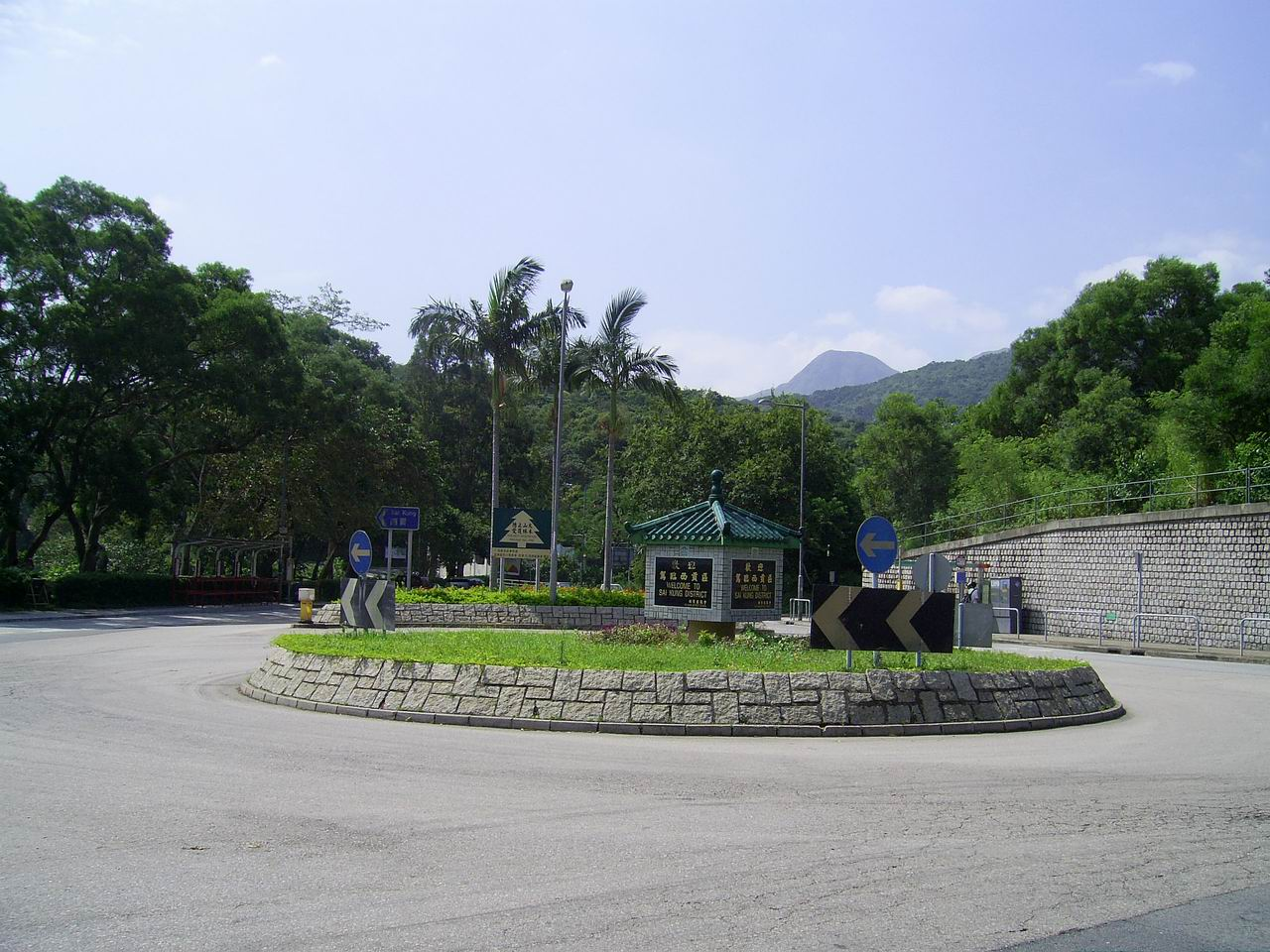
西沙路起點麥邊迴旋處
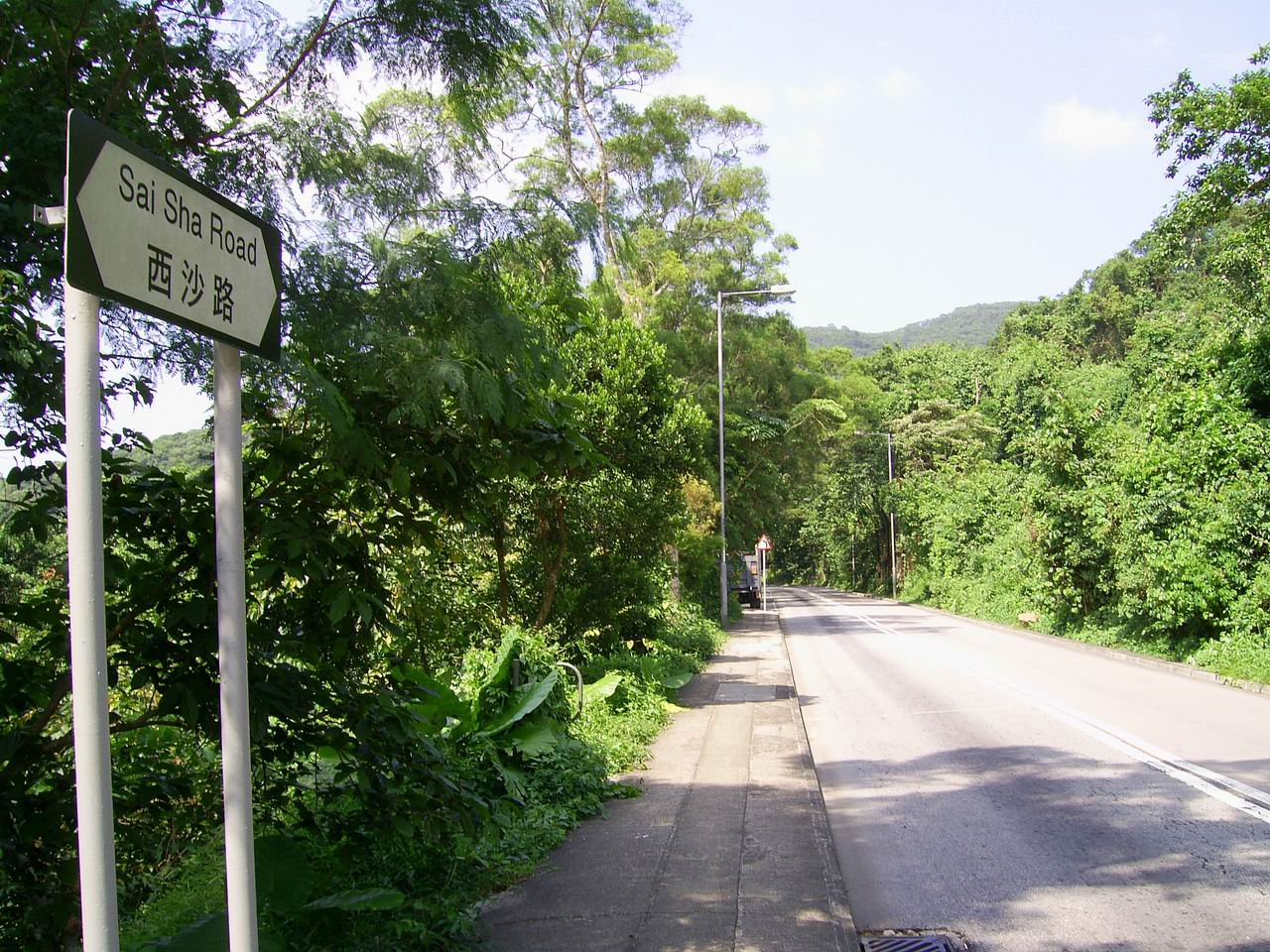
西沙路近澳頭村，為雙向單線無分隔路段
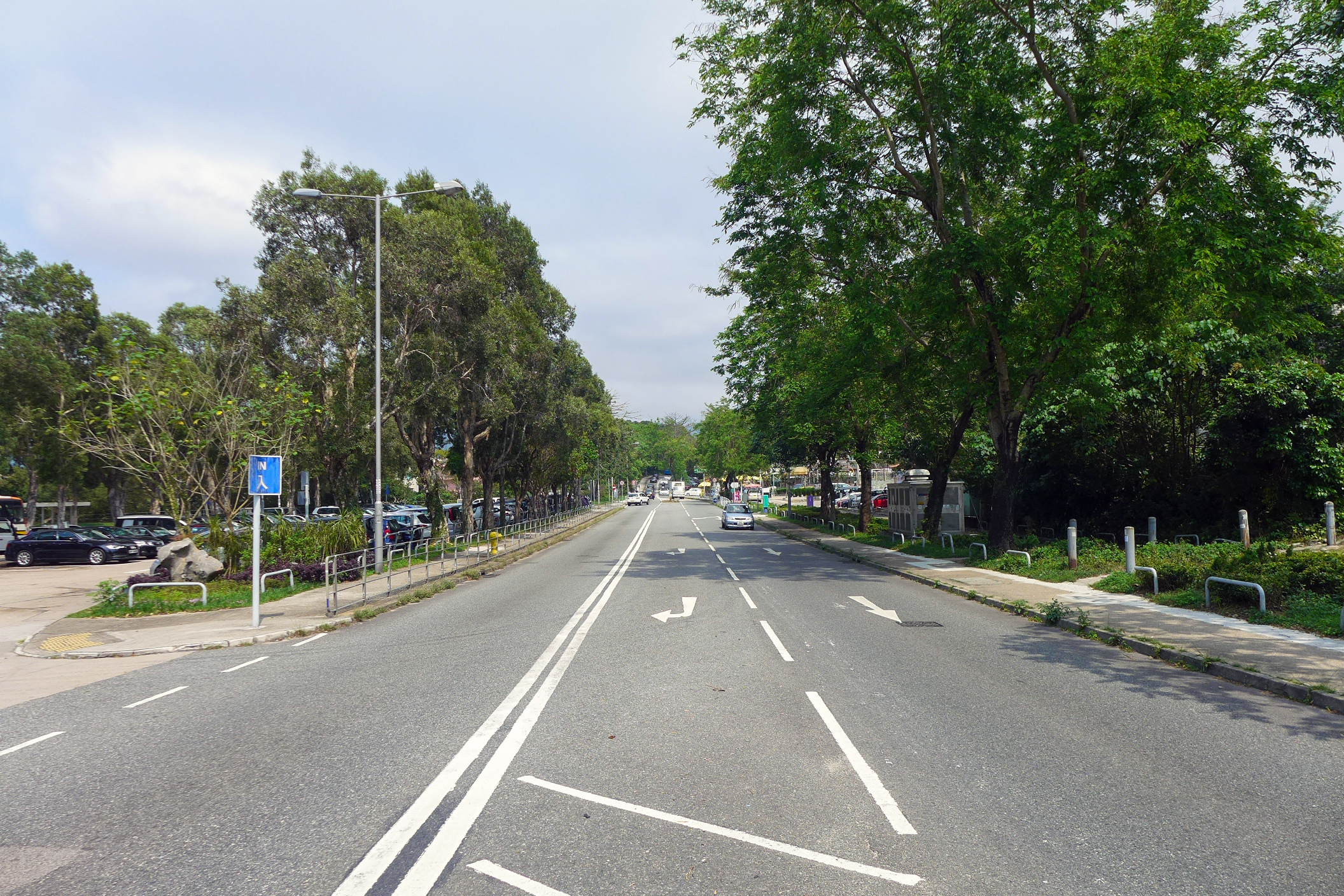
西沙路近泥涌一段
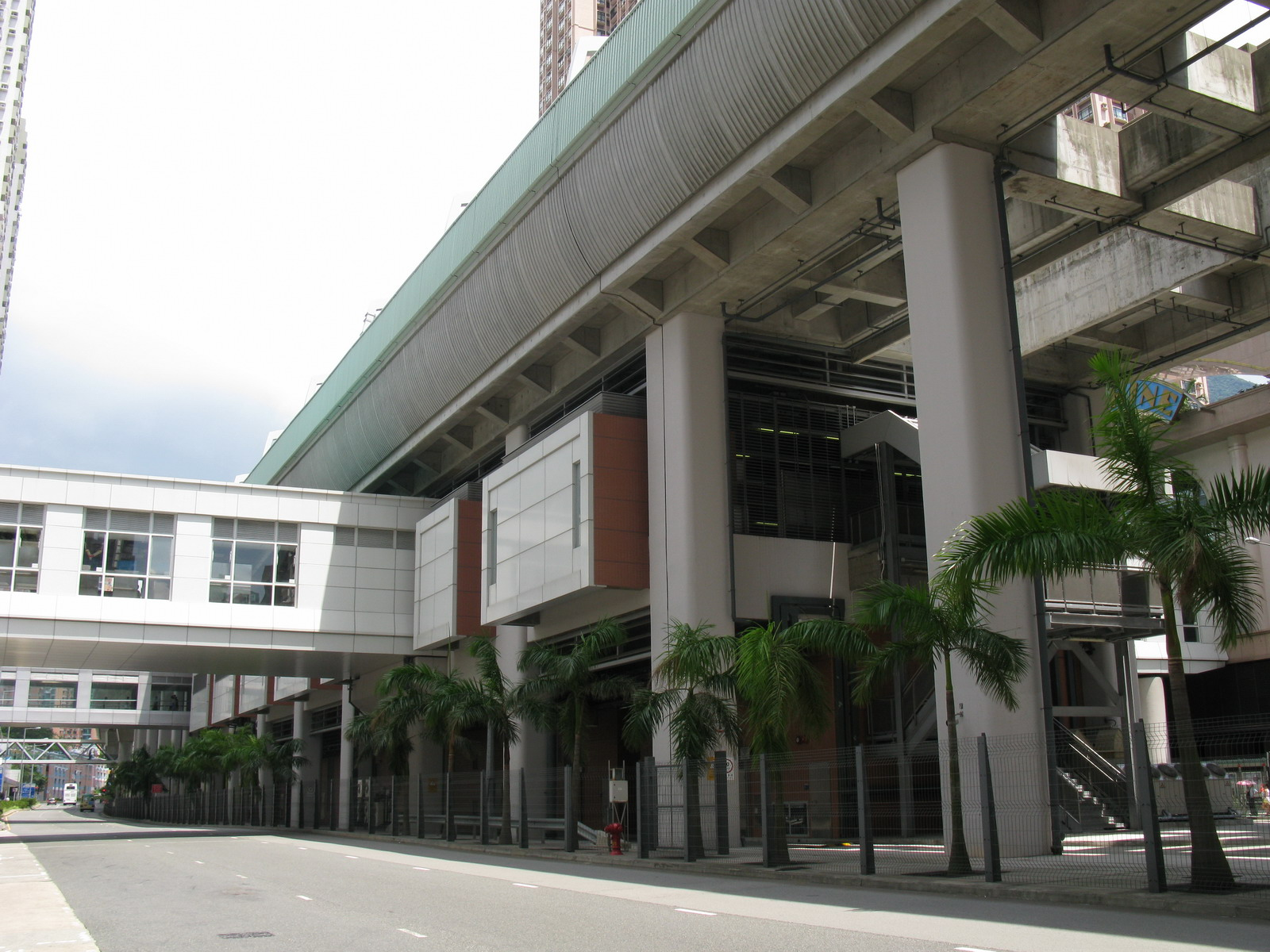
西沙路近馬鞍山站
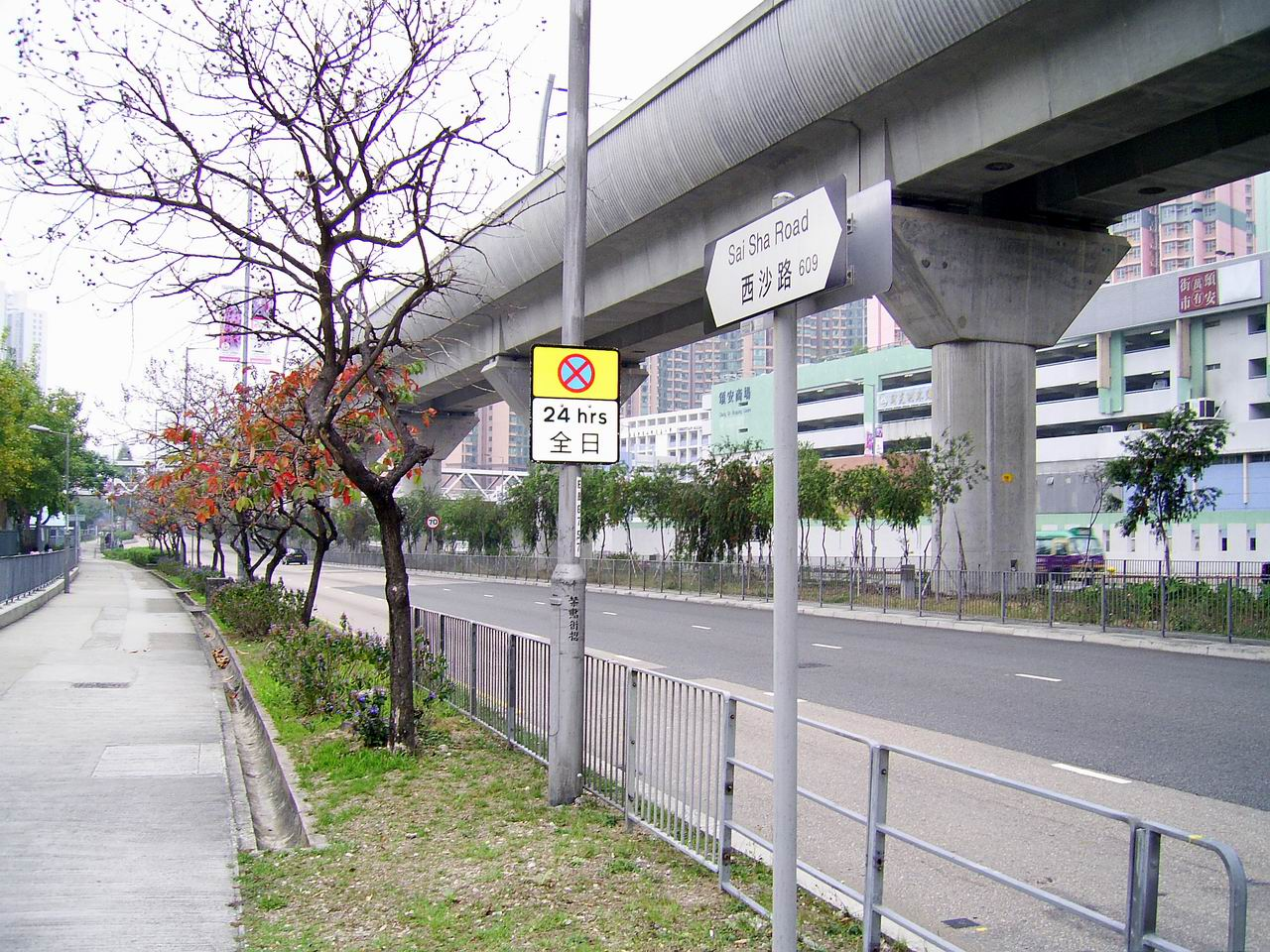
西沙路近馬鞍山運動場及頌安邨一段

## 擴闊工程

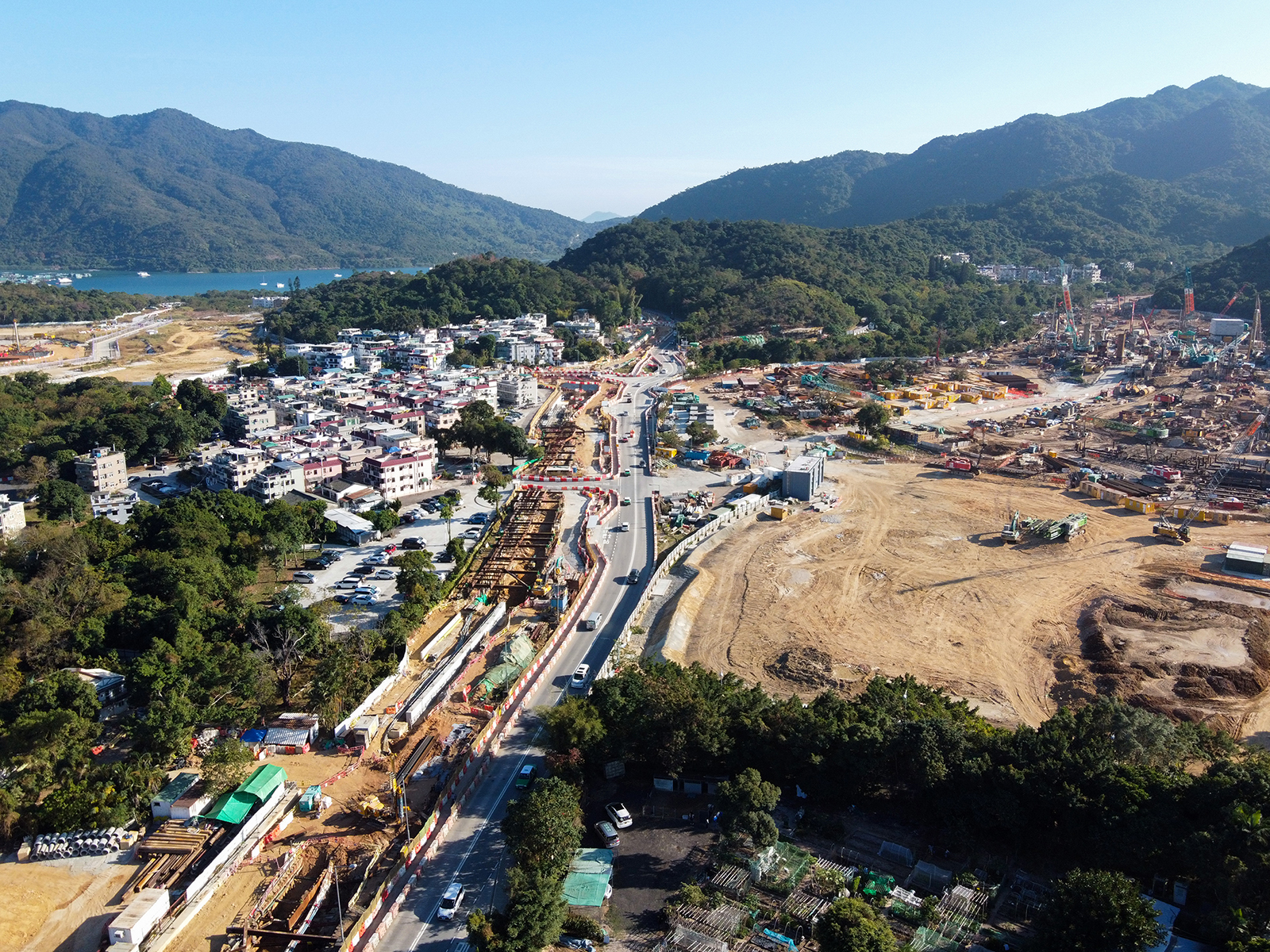
2018年起，為配合新鴻基地產的西沙路十四鄉項目，西沙路進行擴闊工程，預計2023年第3季完成

為配合新鴻基地產的西沙路十四鄉項目，道路由2018年第3季起進行擴闊工程。工程包括由雙線雙程行車加闊至四線雙程行車、加建單車徑、安裝隔音屏障、建造三座行人天橋及全面的污水設施（包括兩個泵水站），並利用隧道鑽挖機建造長約2.1公里的排污渠，向北伸延至馬鞍山地區。工程由金門新輝建築聯營有限公司負責。

## 外部連結
- 立法會財務委員會：介乎錦英路與日後的T7號主幹路交界處的西沙路擴闊工程 （页面存档备份，存于）
- 路政署將擴闊西沙路路段 （页面存档备份，存于）